# Старо Балдовци
Старо Балдовци (на македонска литературна норма: Старо Балдовци) е село в община Босилово на Северна Македония.

## География
Селото е разположено в южните поли на Огражден, североизточно от Струмица.

## История
Старо Балдовци се е наричало Старо Балдешенци.
През XIX век селото е със смесено население. В „Етнография на вилаетите Адрианопол, Монастир и Салоника“, издадена в Константинопол в 1878 година и отразяваща статистиката на населението от 1873 година, Старобалтовци (Starobaldovtzi) е посочено като село с 20 домакинства, като жителите му са 74 българи. Според статистиката на Васил Кънчов („Македония. Етнография и статистика“) от 1900 година Старо Балдевци е населявано от 155 жители, от които 50 българи християни и 105 турци.
Според Димитър Гаджанов в 1916 година в Старо Балдевци живеят 27 турци, а останалите жители на селото са българи.
Според преброяването от 2002 година селото има жители.
| Националност | Всичко |
| македонци    | 116    |
| албанци      | 0      |
| турци        | 124    |
| роми         | 5      |
| власи        | 0      |
| сърби        | 0      |
| бошняци      | 0      |
| други        | 24     |